# Klaudiusz Granzotto
Klaudiusz Granzotto, wł. Claudio Riccardo Granzotto wł. (ur. 23 sierpnia 1900  w Santa Lucia di Piave, zm. 15 sierpnia 1947 w Chiampo) – rzeźbiarz i malarz, franciszkanin (OFM), błogosławiony Kościoła rzymskokatolickiego.
Po odbyciu służby wojskowej, mając 29 lata ukończył Akademię Sztuk Pięknych w Wenecji. Był rzeźbiarzem. Do Zakonu Braci Mniejszych wstąpił w 1933 r. przyjmując imię Klaudiusz. Śluby wieczyste złożył 8 grudnia 1941 r. w Vittorio Veneto. Powołanie realizował przez pomoc ubogim i przez sztukę.
Wybudował Grotę Lourdzką w Chiampo.
Zmarł na nowotwór mózgu.
Beatyfikował go papież Jan Paweł II 20 listopada 1994.
Błogosławiony czczony jest głównie w okolicach Wenecji. Kult rozwija się w klasztorach franciszkańskich prowincji lombardzkiej. W Kościele katolickim wspominany jest w dies natalis (15 sierpnia).